# Консерватория
Консервато́рия (от лат. conservare, «сохранять») — классическое музыкальное высшее учебное заведение. Готовит профессионалов высшей квалификации по всем специальностям музыкального образования: концертных исполнителей, композиторов, музыковедов, преподавателей различных дисциплин для музыкальных вузов, училищ и музыкальных школ.

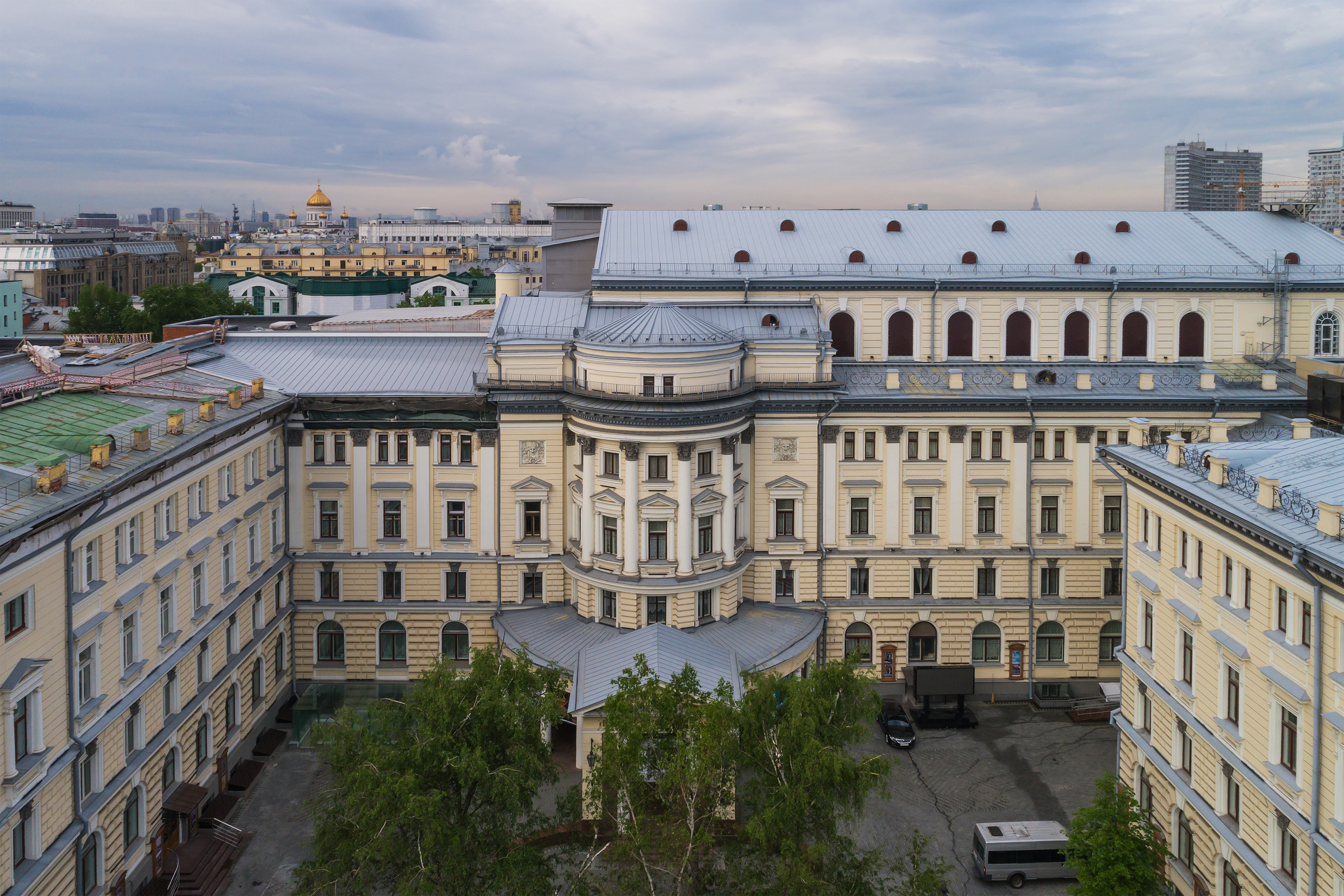
Здание Московской консерватории

## История консерваторий

### Исторический смысл слова «консерватория»
Изначально под «консерваторией» понимался приют для беспризорных в Италии. Такие приюты впервые появились в Венеции XVI века, в них детям-сиротам давали начальное образование. Наряду с ремеслами, там обучали пению: многочисленным храмам требовались церковные певчие. (В связи со сказанным, а также с общим латинским корнем, ассоциирование слов «консерватория» и «консервы», хотя и кажется глупым, имеет под собой языковые и исторические основания.)

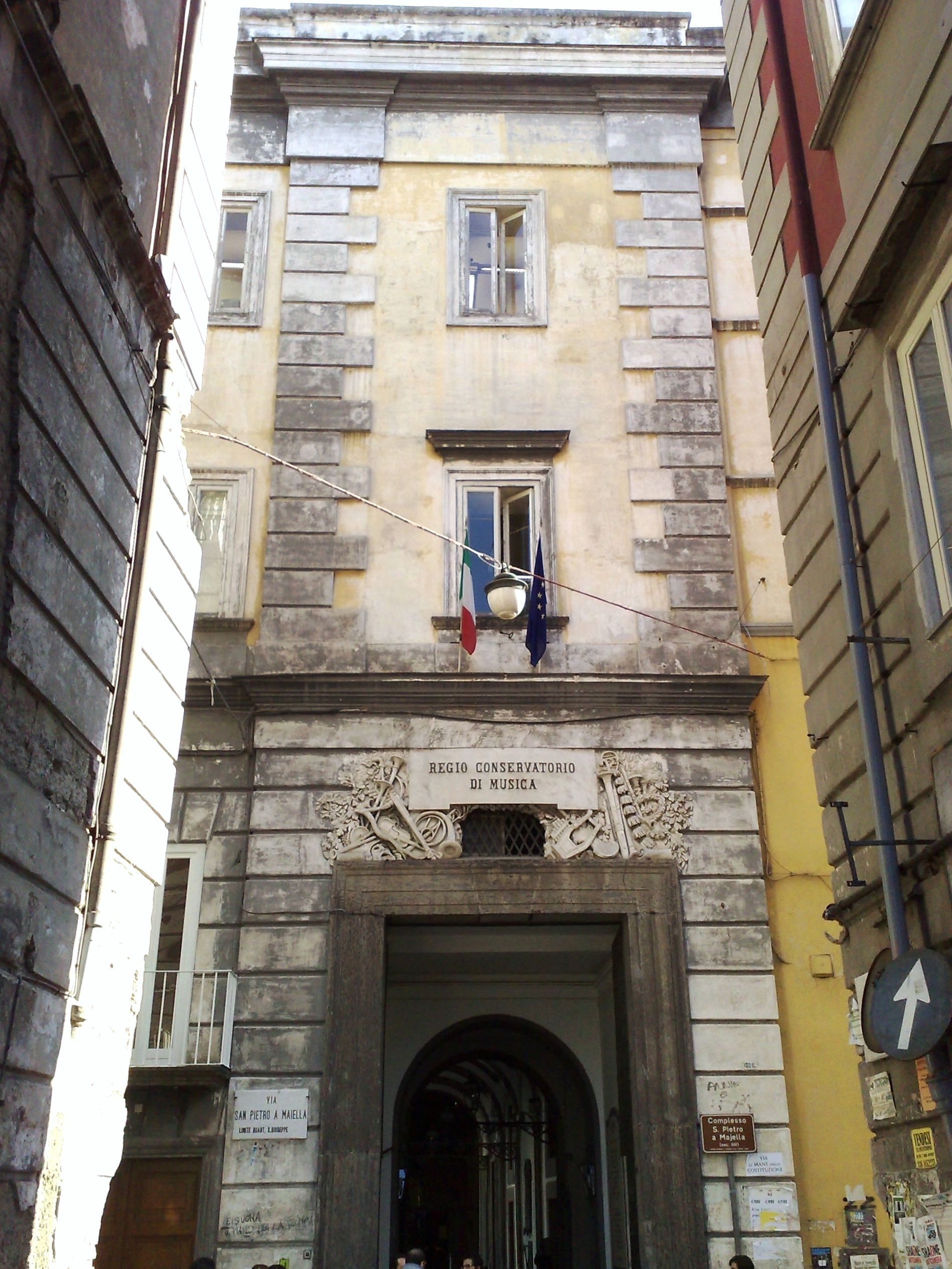
Консерватория Сан-Пьетро-а-Майелла — преемница четырёх консерваторий Неаполя, включая старейшую Санта-Мария-ди-Лорето.

Постепенно преподавание музыки стало занимать в подобных учреждениях основное место, а обучаться там получили возможность не только воспитанники приюта, но и — за плату — любые желающие. Проводились занятия по пению и по игре на музыкальных инструментах. «Консерватории», утратив свою прежнюю роль приютов, превратились, по сути, в музыкальные учебные заведения низшего уровня.
Первую консерваторию, как высшее по тем временам заведение, где преподается музыкальное искусство, — консерваторию Санта-Мария-ди-Лорето (итал. conservatorio di Santa Maria di Loreto) в Неаполе — открыл Джованни ди Тапия в 1537 году.

### Влиятельные консерватории XVIII—XX вв.
До середины XVIII века обучение музыке, кроме нескольких учреждений в Италии (в основном, в Неаполе) и церковных «приютов с музыкальным уклоном», осуществлялось только индивидуально (так, композитор И. С. Бах в 1690-е гг. учился у старшего брата). Однако с конца XVIII века в Европе началась волна открытия солидных музыкальных заведений, подобных действующим ныне консерваториям. Её предвестниками, помимо эволюции общественных потребностей, явились успехи в создании инструментов с надлежащим качеством звука и введение темперированного строя.
Влиятельные консерватории в XVIII—XIX вв. возникли в Париже (1795), Праге (1811), Вене (1819) и во многих городах Германии: Лейпциге (1843), Мюнхене (1846), Берлине (1850), Кёльне (1850), Дрездене (1856), Штутгарте (1857), Франкфурте (1878). Все это вывело обучение музыке на новый организационный уровень. Но ключевую роль в подготовке исполнителей, по-прежнему, играли отдельные педагоги: например, Ф. Лист, преподавая в Веймаре, явился наставником десятков пианистов того времени. В Азии и других частях света культура музыкального образования в XVIII—XIX вв. отставала от европейской. Тем не менее в Рио-де-Жанейро (1847), Бостоне (1853), Гаване (1885) и др. городах Америки тоже появились свои консерватории, пусть и не столь авторитетные. Постепенно также происходила секуляризация музыкального образования, и всё меньшее число консерваторий участвовало в подготовке музыкантов для церковных служб.

### Первые консерватории в России

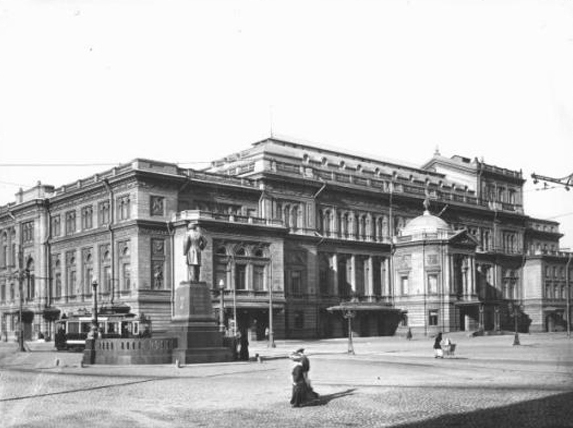
Санкт-Петербургская Консерватория в 1913 г.

В Российской империи самое первое учреждение, именуемое «консерватория», было открыто в 1787 г. в Кременчуге, учредителем стал известный итальянский композитор Джузеппе Сарти.
Но эра обучения музыке в России на европейском уровне началась значительно позже и связана с появлением консерваторий в Санкт-Петербурге (1862) и Москве (1866). Они были созданы усилиями братьев А. Г. и Н. Г. Рубинштейнов и вскоре смогли не только соперничать с иностранными музыкальными учебными заведениями, но и превзойти их. Например, в Санкт-Петербургской консерватории сформировались получившие мировое признание школы: пианистическая — А. Н. Есиповой, скрипичная — Л. С. Ауэра, виолончельная — А. В. Вержбиловича.
До революции 1917 года в консерваториях России существовало две ступени: детская (например, Я. Хейфец был принят в 9 лет) и основная. Такое положение сохранялось и сразу после революции, до середины 1920-х гг. Для поступления требовалось наличие музыкальной одарённости и определённый уровень профессиональной подготовки. Обучение было платным, но сильные ученики могли претендовать на частичное или полное освобождение от денежного взноса.

### Советская консерваторская школа
Годы Советской власти стали периодом расцвета музыкального образования. Музыкальные вузы были созданы во всех союзных республиках. В этой системе работали крупнейшие деятели культуры: А. Б. Гольденвейзер, К. Н. Игумнов, Б. В. Асафьев, Л. В. Николаев, Г. Г. Нейгауз, В. Я. Шебалин, А. И. Ямпольский, У. А.-Г. Гаджибеков, З. П. Палиашвили, Д. Д. Шостакович, и многие другие. В середине 1970-х гг. в СССР в музыкальных вузах обучалось свыше 20 тыс. человек.
Консерватории СССР дали миру крупнейших музыкантов — таких, как пианисты С. Т. Рихтер, Э. Г. Гилельс, певицы Е. В. Образцова, М. Л. Биешу, дирижёры Ю. Х. Темирканов, М. А. Янсонс, альтисты В. И. Стопичев и Ю. А. Башмет, скрипачи В. В. Репин, С. В. Стадлер. Вообще, практически все значительные концертные исполнители в СССР прошли обучение в консерваториях. И позднее, несмотря на тяжелый кризис 1990-х гг., уровень преподавания не рухнул.

## Консерватории в современной России
По своему статусу консерватории в России (после 1991 г.) являются государственными вузами — «НКО, осуществляющими деятельность в сфере образования, науки, искусства и культуры». В России (по состоянию на 2016 год) было тринадцать консерваторий. Ниже приведён список с годами открытия в скобках:
- Санкт-Петербургская консерватория им. Н. А. Римского-Корсакова (1862);
- Московская консерватория им. П. И. Чайковского (1866);
- Саратовская консерватория им. Л. В. Собинова (1912);
- Волгоградская консерватория им. П. А. Серебрякова (1917);
- Уральская консерватория им. М. П. Мусоргского (1934);
- Казанская консерватория им. Н. Г. Жиганова (1945);
- Нижегородская консерватория им. М. И. Глинки (1946);
- Новосибирская консерватория им. М. И. Глинки (1956);
- Петрозаводская консерватория им. А. К. Глазунова (1967);
- Ростовская консерватория им. С. В. Рахманинова (1967);
- Астраханская консерватория (1969);
- Магнитогорская консерватория им. М. И. Глинки (1993);
- Тольяттинская консерватория (1998, упразднена в 2022 г.[4][5][6]).

### Порядок приёма и обучения

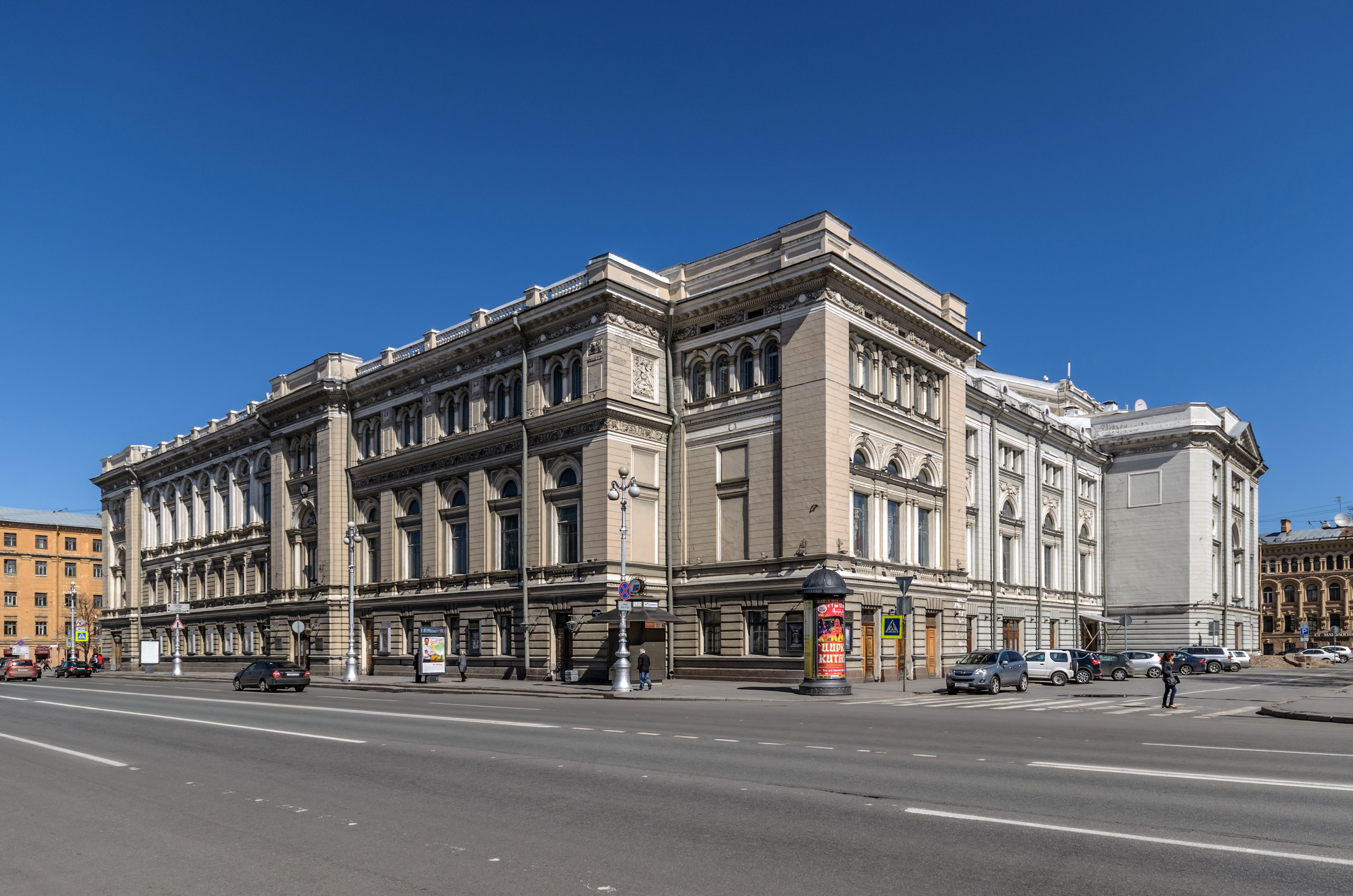
Санкт-Петербургская консерватория имени Н. А. Римского-Корсакова: современный вид

Для поступления в консерваторию в РФ необходимо иметь полное среднее образование и музыкальную подготовку в объёме специальной музыкальной школы (ССМШ) Альтернативный вариант — обычная детская музыкальная школа (ДМШ) и затем училище при консерватории. Соответственно, решение о выборе «музыкального» жизненного пути должно вызреть ещё в раннем подростковом возрасте; очень распространены династии. Среди поступающих немало таких, кто уже в детстве проявили себя как музыканты-вундеркинды. Есть «бюджетные» и «платные» студенты. C иными целями, нежели овладение специальностью, в консерватории обычно не учатся.
Студенты проходят профессиональное обучение специальности (на исполнительских факультетах это игра на конкретном музыкальном инструменте), общий курс фортепиано (для не пианистов), теорию музыки, есть оркестровые и ансамблевые классы, хор. Кроме лекций и групповых семинаров, профессор два часа в неделю индивидуально занимается с каждым учеником по специальности. Поэтому есть понятие «класс такого-то педагога», отсутствующее в технических вузах. Среди педагогов много действующих артистов с мировыми именами (в технических вузах аналогом выступает ситуация, когда крупный ученый преподаёт по совместительству). Лучшие студенты становятся лауреатами конкурсов ещё до выпуска.
Консерватория готовит концертных исполнителей классической музыки, музыковедов, будущих музыкальных педагогов для училищ и ДМШ. Даёт диплом государственного образца. При этом подготовка изготовителей инструментов, специалистов по акустике, записывающей аппаратуре и т. п. в задачи консерватории не входит.

### Образовательные учреждения при консерваториях
При консерваториях имеются музыкальные училища, ориентированные на поступление туда после одновременного окончания ДМШ и девятого (ранее — восьмого) класса общеобразовательной школы. Это своего рода техникумы с четырёхлетним сроком обучения. Пример такого училища — Академическое музыкальное училище при Московской государственной консерватории имени П. И. Чайковского. Их следует отличать от училищ более низкого ранга, готовящих музыкальных работников для детских садов и учителей музыки для средних школ.
Имеются Специальные музыкальные школы-десятилетки (ныне «одиннадцатилетки»), самая сильная из которых — в Москве. Во многих случаях продвинутому ученику ДМШ рекомендуют перейти в ССМШ ещё в начальных классах, так как уровень обучения там намного выше. Талантливые ученики приезжают в московскую ССМШ со всей России.
При консерваториях могут работать различные музыкальные курсы и для детей, и для взрослых (в 1960-е гг. при некоторых «настоящих» консерваториях даже существовали народные консерватории, обучавшие взрослых не музыкантов на довольно приличном уровне), иногда проводятся лекции для желающих по вопросам искусства. Концерты в стенах консерватории доступны для всех и обычно бесплатны. Консерватории также регулярно становятся площадками для различных конкурсов.

## Зарубежные консерватории

### Терминология
Зарубежные музыкальные учреждения, по сути, являющиеся консерваториями, могут носить различные названия. Это могут быть как «консерватории», так и «музыкальные академии», «высшие школы музыки», «факультеты музыки». Встречаются наименования типа «École supérieure de musique» (Франция), «Konservatorium», «Hochschule für Musik» (немецкоязычные страны), 音楽学部 [онгаку-гакубу] (Япония; там нет отдельных учреждений, это всегда факультеты музыки такого-то университета). В мире имеются сотни консерваторий; на протяжении XX в. они возникли во всех развитых странах.
С другой стороны, слово «консерватория» в некоторых случаях может означать нечто иное, нежели музыкальный вуз. Например, в США и ряде других стран иногда это фактически музыкальная школа для детей и подростков.

### Сопоставление с консерваториями России
Традиции музыкального образования за границей заметно отличаются от советских и российских. В целом, зарубежные музыкальные учреждения превосходят российские по уровню даваемой «общей подготовки» по вспомогательным дисциплинам (типа теории музыки, истории, эстетики), но уступают в главном — достигаемом мастерстве студента как исполнителя.
В результате, если в России/СССР практически все великие музыканты-исполнители прошли подготовку в «настоящих» консерваториях — то за рубежом такие исполнители (по крайней мере, до 1930—1940-х гг.) обычно являлись частными учениками какого-либо талантливого педагога из старших поколений. Это связано с меньшим индивидуальным вниманием ученикам. За рубежом хорошим вариантом является сочетание: общее музыкальное образование в рамках консерватории плюс индивидуальные уроки у сильного педагога с заслуженной исполнительской репутацией. Ситуация несколько сблизилась с советской в послевоенные годы.

### Некоторые крупные зарубежные музыкальные вузы

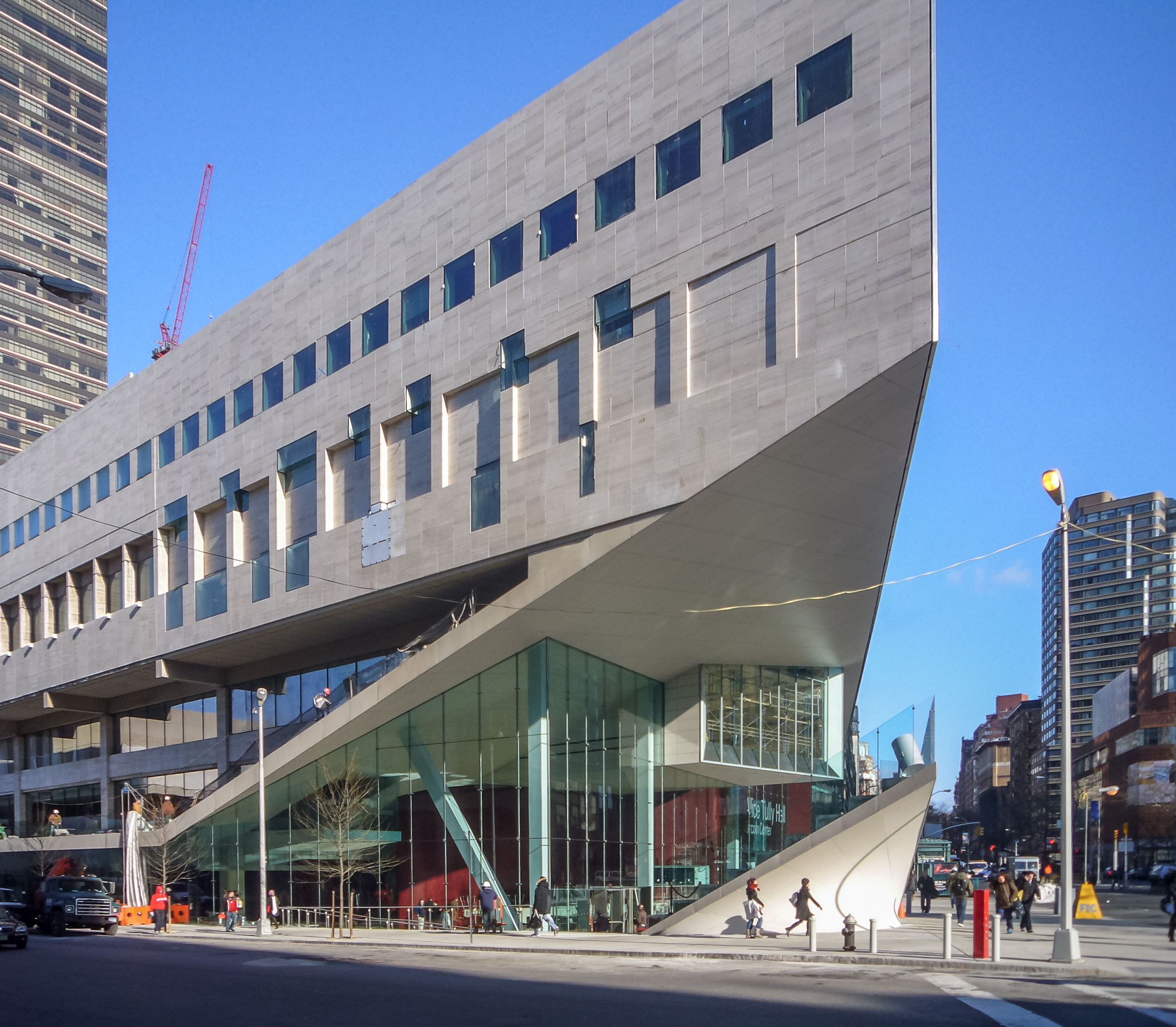
Джульярдская школа музыки. Вход в здание

Консерваторий в мире много (см. список). Например, в Германии их 38, в Италии 57, в Китае 11. Они могут быть самостоятельными учреждениями или входить в состав университетов.
Среди влиятельных в своих странах музыкальных вузов:
- Брюссельская консерватория (Бельгия)
- Королевская академия музыки при университете Лондона (Великобритания)
- Кёртисовский институт музыки (США)
- Джульярдская школа (США)
- Академия имени Сибелиуса в Хельсинки (Финляндия)
- Мюнхенская высшая школа музыки и театра (Германия)
- Венский университет музыки и исполнительского искусства (Австрия)
- Национальная музыкальная академия (София) (Болгария)
- Парижская Высшая национальная консерватория музыки и танца (Франция)
- Шанхайская консерватория [англ.] (КНР)
- Консерватория Санта-Чечилия в Риме (Италия)
- Национальная консерватория в Мехико (Мексика).

Первые семь из перечисленных входят в недавний (2016 год) рейтинг наиболее успешных консерваторий, хотя надежность подобных рейтингов всегда неоднозначна.
В последние десятилетия резко возрастает интерес к получению высшего музыкального образования в странах Юго-Восточной Азии. Пока там нет традиций, но среди призёров международных конкурсов становится все больше артистов из Японии, Кореи, Китая; многие из них получили образование в российских или европейских консерваториях (примеры — южнокорейская скрипачка Ли Джихе, китайский пианист Лан Лан).

### Выходцы из России в зарубежных консерваториях
Политические и национальные обстоятельства в начале 1920-х и в 1990-х гг. заставили эмигрировать многих видных российских музыкантов. Имели место также единичные факты отъезда в 1970—1980-е годы. Большинство уехавших не только блестяще проявили себя лично, но и создали школы; туда потянулись и ученики из России. Примером из послереволюционной эпохи может быть отъезд Л. С. Ауэра (тогда же уехали его ученики Ц. Ганзен, Я. Хейфец и др.), из 1970-х В. И. Маргулиса (работавшего затем в Высшей музыкальной школе Фрайбурга и в Калифорнии), а из 1990-х — эмиграция З. Н. Брона, которому новая страна — Германия — обязана созданием скрипичной школы. Выходцы из России способствовали повышению уровня обучения в иностранных консерваториях, привнеся принятую в России индивидуальность музыкального образования, которой недоставало зарубежным учреждениям в первой половине XX века.
Преподаватели российского происхождения способствовали пропаганде за границей русского и советского репертуара — музыки П. И. Чайковского, С. В. Рахманинова, А. Н. Скрябина, Д. Д. Шостаковича, в немалой степени помогая межкультурным контактам.